# Estanque del dragón negro
El estanque del dragón negro (en chino, 黑龙潭; pinyin, Hēilóngtán) es un famoso estanque en el pintoresco Parque de primavera de jade (Yu Quan Gong Yuan) ubicado a los pies de la colina del Elefante, a escasa distancia al norte de la Ciudad vieja de Lijiang en la provincia de Yunnan, China. Fue construido en 1737 durante la dinastía Qing y ofrece una vista espectacular de la región más alta de la región, la Montaña de nieve del dragón de jade, desde su puente de mármol blanco.
En el pasado, el estanque en sí se ha secado, perjudicando la famosa vista. En 2010, sin embargo, el parque fue declarado zona de conservación acuática por el gobierno local. En 2014, el estanque seguía lleno de agua, restaurado en toda su belleza anterior.
El parque presenta varios templos y pabellones menores:
- El pabellón que abraza la Luna (chino simplificado: 得月楼; pinyin: Déyuè Lóu), construido originariamente a finales de la dinastía Ming. La actual estructura es una reproducción de 1963 después de un incendio en 1950.

- El templo del dios dragón (templo Longshen) fue construido por el pueblo local naxi en 1737 y se encuentra en la parte este del parque. Se le dio el nombre de "Dios dragón de la primavera de Jade" por el emperador Qianlong de la dinastía Qing en ese mismo año.

- L torre Wufeng, construida durante la dinastía Ming (1601), y que hoy se encuentra en el extremo norte del parque. La torre, en origen, se encontraba en el templo Fuguo, que está a 30 kilómetros al oeste, pero fue trasladada al parque de la primavera de jade en 1979.

El parque es, además, la sede del Instituto para la investigación de la cultura dongba, y el Museo de la cultura dongba.